# Sosso Bala

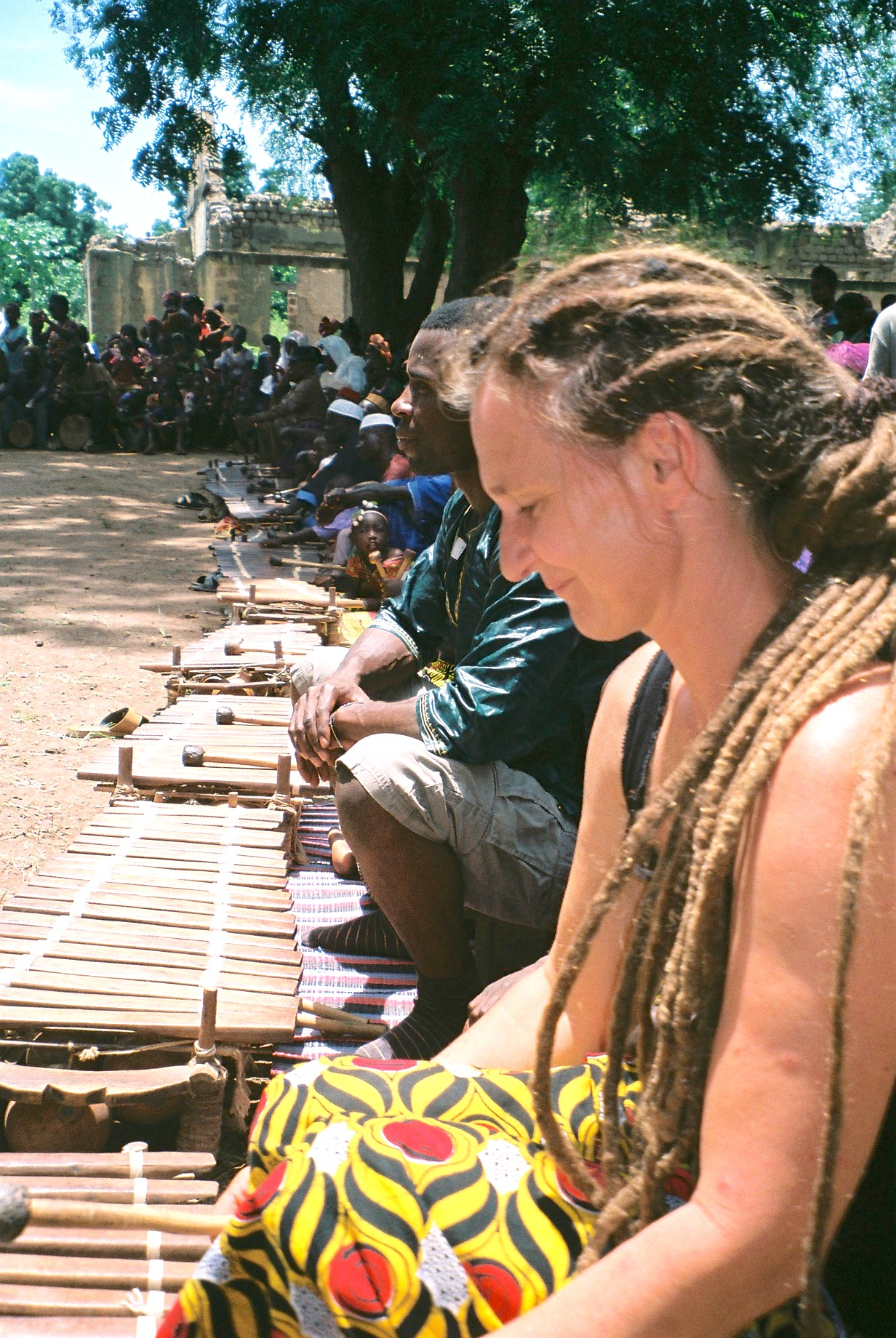
Cérémonie à Niagassola en 2017.

Le Sosso Bala (« balafon du Sosso » en malinké) est un balafon sacré historique conservé dans le village de Niagassola, en Guinée (préfecture de Siguiri, région de Kankan).
Ce balafon, dont l'épopée de Soundiata date la création en 1205 sous Soumaoro Kanté, est réputé être le premier de tous les balafons, le balafon originel, l'étalon dont tous les autres ne seraient que des copies.
L'actuel balatigui, gardien du balafon, est Siraman Dokala Kouyaté, intronisé le 14 juillet 2022. 

## Tradition
D'après l'épopée de Soundiata, transmise par la tradition orale des Mandingues, cet instrument daterait au moins du début du XIIIe siècle et aurait été la propriété de Soumaoro Kanté, roi du Sosso. Le souverain l'avait confié à son prisonnier Balla Fasséké, envoyé de Soundiata Keïta. Cette délégation malencontreuse de l'instrument magique allait faire partie des diverses causes menant à la défaite du roi de Sosso face au futur fondateur de l'empire du Mali. Après la victoire de Krina, Soundiata s'attribua l'instrument et en laissa la garde à son griot Balla Fasséké Kouyaté.

## Conservation
L'emplacement de ce balafon a changé au cours des temps, étant régulièrement déplacé entre les actuels Mali et Guinée. Il se trouve aujourd'hui en Guinée, dans le village de Niagassola, à proximité de la frontière entre les deux pays. Il y est conservé par les descendants de Balla Fasséké Kouyaté dans une case sacrée. Il est sous la responsabilité du patriarche qui porte le titre de balatigui (« maître du balafon ») et qui n'en joue que pour enseigner aux enfants ou dans des occasions particulières.
En août 2018, un bâtiment a été inauguré à Niagassola par Sanoussy Bantama Sow, ministre guinéen de la Culture, des Sports et du Patrimoine historique, pour abriter le Sosso Bala.

## Cérémonies
Une cérémonie a lieu tous les ans avec ce balafon. Des danses et chants accompagnent le rituel.

## Description
Ce balafon est composé de 20 lamelles dont la largeur est comprise entre 45 et 75 cm, supportées par une table de 1,24 × 0,49 m, pour une hauteur de 32 cm au grand bout.

## Patrimoine culturel immatériel de l'humanité
En 2001, l'UNESCO proclame parmi les « chefs-d'œuvre du patrimoine oral et immatériel de l'humanité » l'espace culturel du Sosso Balla, incluant l'instrument et les traditions orales et musicales qui y sont liées. En 2008, il est inscrit sur la liste représentative du patrimoine culturel immatériel de l'humanité.

## Ouvrages
Il existe un enregistrement rare du Sosso Bala, dans l'album Guinée : Récits et épopées, publié en 1992 par Ocora,. Cet enregistrement a été effectué en 1987 et apparaît dans un documentaire télévisé d'Yves Billon et Robert Minangoy, intitulé Musiques de Guinée.
Un autre documentaire est tourné pour France 3 du 10 au 12 avril 1999 lors de l'intronisation du balatigui El Hadj Sékou Kouyaté.

## Balatigui
La liste non exhaustives des balatigui du balafon :
| N° | Nom et prénom               | Début          | Fin             |
| -- | --------------------------- | -------------- | --------------- |
| 01 | Fadjimba Kouyaté            |                | 1991            |
| 02 | Elhadj Filani Sékou Kouyaté | 1991           | 26 février 2022 |
| 03 | Siriman Dokala Kouyaté      | 9 juillet 2022 | En cours        |